# Division IB du Championnat du monde de hockey sur glace 2015
Navigation
Division IB en 2016
Le tournoi de la Division IB du Championnat du monde de hockey sur glace 2015 se déroule à Eindhoven aux Pays-Bas du 13 au 19 avril 2015.

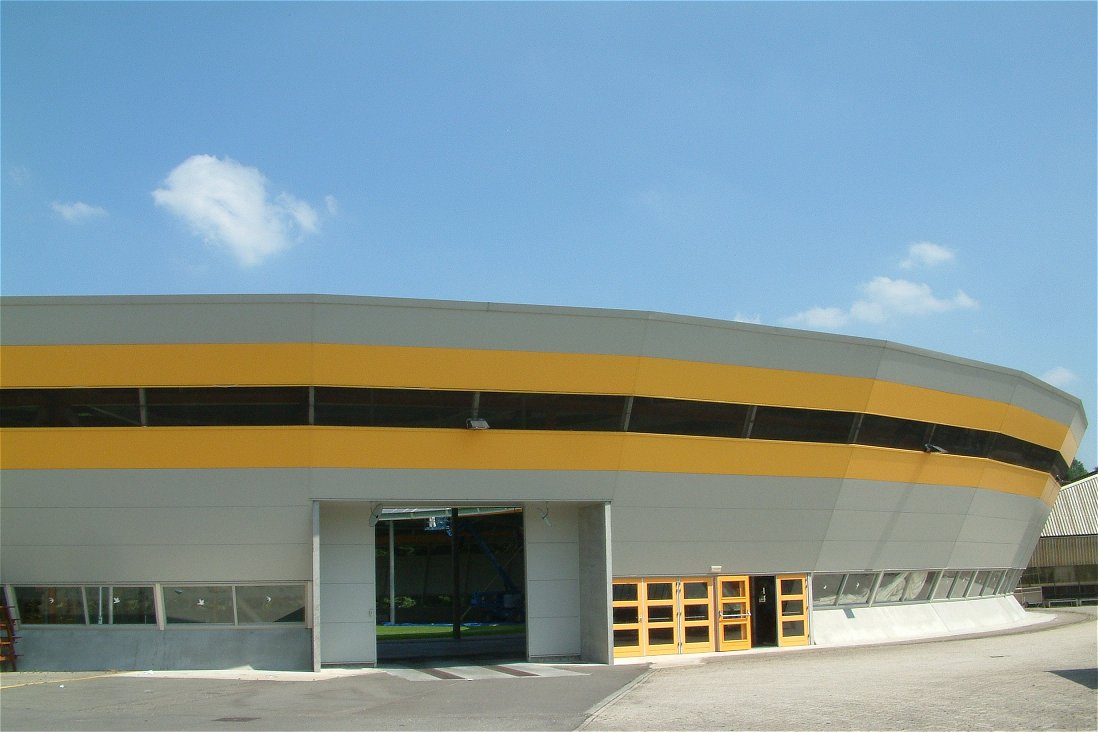
Vue du IJssportcentrum

| \| Localisation de Eindhoven au Sud des Pays-Bas. \| Localisation de Eindhoven au Sud des Pays-Bas. |
| Localisation de Eindhoven au Sud des Pays-Bas.                                                      |

## Aperçu de l'ensemble de la compétition
Le Championnat du monde de hockey sur glace est un ensemble de plusieurs tournois regroupant les nations en fonction de leur niveau. Les meilleures équipes disputent le titre dans la Division Élite.

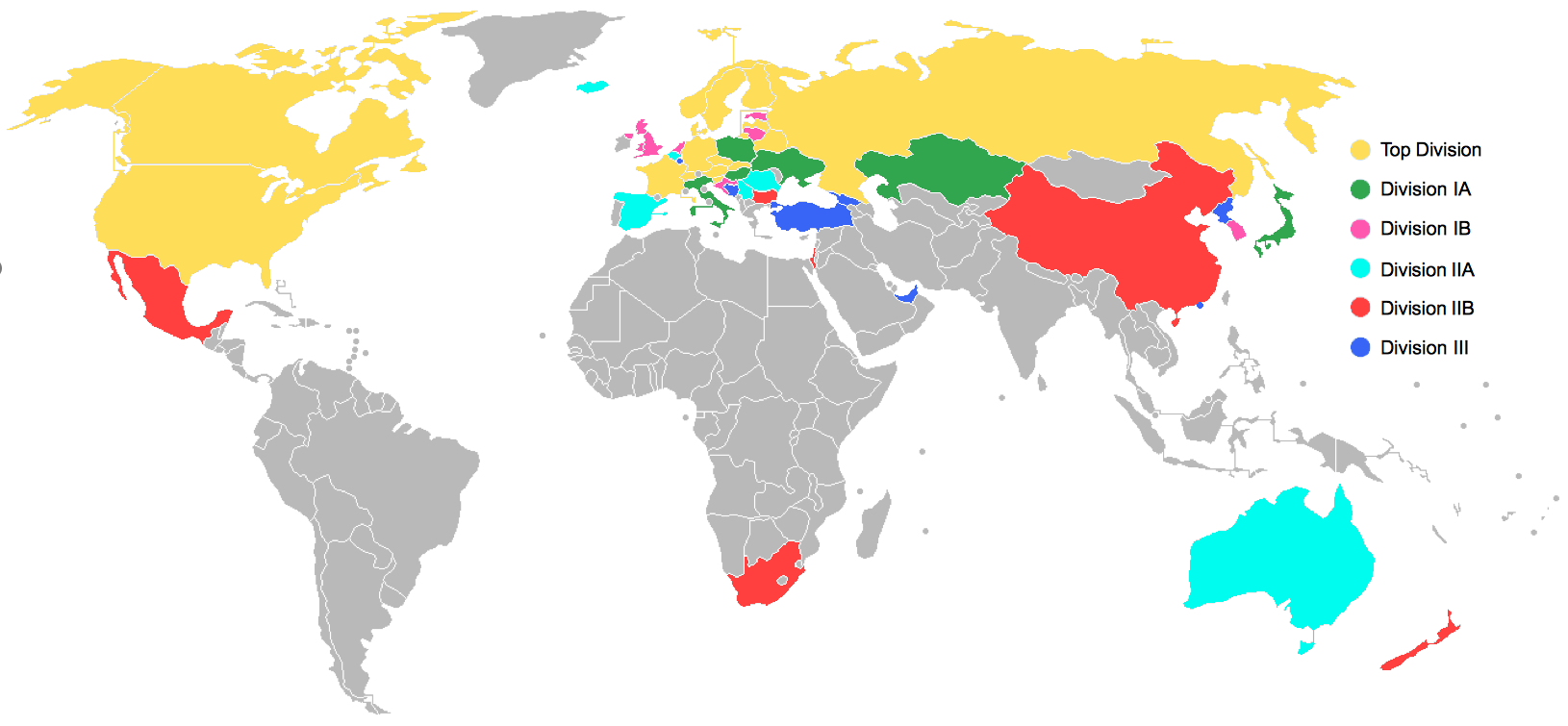
Nations participant au Championnat du monde de hockey sur glace 2015, par division.

| Tournoi        | Lieu              | Dates               | Nombre de participants | Matches joués |
| -------------- | ----------------- | ------------------- | ---------------------- | ------------- |
| Division élite | Prague et Ostrava | 1er au 17 mai 2015  | 16                     | 64            |
| Division IA    | Cracovie          | 19 au 25 avril 2015 | 6                      | 15            |
| Division IB    | Eindhoven         | 13 au 19 avril 2015 | 6                      | 15            |
| Division IIA   | Reykjavik         | 13 au 19 avril 2015 | 6                      | 15            |
| Division IIB   | Le Cap            | 13 au 19 avril 2015 | 6                      | 15            |
| Division III   | Izmir             | 3 au 12 avril 2015  | 7                      | 21            |

## Format de la compétition
Le groupe principal (Division Élite) regroupe 16 équipes réparties en deux poules de 8 qui disputent un tour préliminaire. Les 4 premiers de chaque poule sont qualifiés pour les quarts de finale et les derniers sont relégués en Division IA.
Pour les autres divisions qui comptent 6 équipes (sauf la Division III qui en compte 7), les équipes s’affrontent entre elles et, à l'issue de cette compétition, le premier est promu dans la division supérieure et le dernier est relégué dans la division inférieure.
Lors des phases de poule, les points sont attribués ainsi :
- victoire : 3 points ;
- victoire en prolongation ou aux tirs de fusillade : 2 points ;
- défaite en prolongation ou aux tirs de fusillade : 1 point ;
- défaite : 0 point.

## Matches
| 13 avril 2015 | Grande-Bretagne | 3-2 (pr) (0-1, 0-0, 2-1, 1-0) | Croatie | IJssportcentrum 750 spectateurs |

| Feuille de match | Feuille de match | Feuille de match    | Feuille de match                                                             | Feuille de match                                          |
| ---------------- | --- | ------------------- | ---------------------------------------------------------------------------- | --------------------------------------------------------- |
|                  | - B. O'Connor (M. Myers) — 52 min 57 s (SN) M. Richardson (R. Dowd) — 59 min 55 s M. Richardson (B. O'Connor) — 60 min 11 s | 0-1 0-2 1-2 2-2 3-2 | M. Glumach — 16 min 57 s (IN) N. Perkovich (A. Sertich) — 46 min 52 s (SN) - | Arbitrage : Shane Warschaw Marek Hlavaty Sotaro Yamaguchi |
| Ben Bowns        | Gardiens | Mark Dekanich       |                                                                              | Arbitrage : Shane Warschaw Marek Hlavaty Sotaro Yamaguchi |
| 10 min           | Pénalités | 24 min              |                                                                              | Arbitrage : Shane Warschaw Marek Hlavaty Sotaro Yamaguchi |
| 36               | Tirs | 30                  |                                                                              | Arbitrage : Shane Warschaw Marek Hlavaty Sotaro Yamaguchi |

| 13 avril 2015 | Estonie | 3-7 (1-2, 1-3, 1-2) | Corée du Sud | IJssportcentrum 750 spectateurs |

| Feuille de match      | Feuille de match | Feuille de match                        | Feuille de match | Feuille de match                                   |
| --------------------- | --- | --------------------------------------- | --- | -------------------------------------------------- |
|                       | - A. Makrov — 18 min 22 s - A. Makrov (R. Rooba) — 32 min 15 s - V. Titarenko (R. Embrich, A. Makrov) — 42 min 27 s (SN) - | 0-1 0-2 1-2 1-3 2-3 2-4 2-5 3-5 3-6 3-7 | Kim S. (Kim W., Kim K.) — 4 min 10 s (SN) M. O. Swift (Cho M., Lee D. K.) — 17 min 20 s - M. W. Testwuide — 25 min 1 s - Lee Young Jun — 38 min 31 s Sung W. (M. W. Testwuide) — 39 min 54 s (IN) - Swift M. O. (Shin H. Y., Park W.) — 47 min 21 s M. W. Testwuide (Park W.) — 57 min 54 s (IN + CV) | Arbitrage : Jeff Ingram Louis Beelen Pasi Nieminen |
| Villem-Henrik Koitmaa | Gardiens | Park Kye-hoon                           | | Arbitrage : Jeff Ingram Louis Beelen Pasi Nieminen |
| 31 min                | Pénalités | 6 min                                   | | Arbitrage : Jeff Ingram Louis Beelen Pasi Nieminen |
| 5                     | Tirs | 48                                      | | Arbitrage : Jeff Ingram Louis Beelen Pasi Nieminen |

| 13 avril 2015 | Pays-Bas | 0-1 (0-1, 0-0, 0-0) | Lituanie | IJssportcentrum 1 500 spectateurs |

| Feuille de match | Feuille de match | Feuille de match | Feuille de match                            | Feuille de match                                        |
| ---------------- | ---------------- | ---------------- | ------------------------------------------- | ------------------------------------------------------- |
|                  | -                | 0-1              | A. Bosas (P. Gintautas, D. Bogdzuil) — 11 s | Arbitrage : Jacob Grumsen Frédéric Monnaie David Parduv |
| Ian Meierdres    | Gardiens         | Mantas Armalis   |                                             | Arbitrage : Jacob Grumsen Frédéric Monnaie David Parduv |
| 18 min           | Pénalités        | 10 min           |                                             | Arbitrage : Jacob Grumsen Frédéric Monnaie David Parduv |
| 35               | Tirs             | 26               |                                             | Arbitrage : Jacob Grumsen Frédéric Monnaie David Parduv |

| 14 avril 2015 | Estonie | 1-2 (0-1, 1-0, 0-1) | Grande-Bretagne | IJssportcentrum 500 spectateurs |

| Feuille de match | Feuille de match                       | Feuille de match | Feuille de match                                                                                    | Feuille de match                                    |
| ---------------- | -------------------------------------- | ---------------- | --------------------------------------------------------------------------------------------------- | --------------------------------------------------- |
|                  | - R. Rooba (A. Makrov) — 33 min 19 s - | 0-1 1-1 1-2      | D. Phillips (J. Weaver, R. Cowley) — 15 min 36 s - R. Farmer (J. Weaver, D. Phillips) — 54 min 10 s | Arbitrage : Anssi Salonen Louis Beelen David Parduv |
| Roman Shumikhin  | Gardiens                               | Ben Bowns        | | Arbitrage : Anssi Salonen Louis Beelen David Parduv |
| 2 min            | Pénalités                              | 4 min            | | Arbitrage : Anssi Salonen Louis Beelen David Parduv |
| 30               | Tirs                                   | 32               | | Arbitrage : Anssi Salonen Louis Beelen David Parduv |

| 14 avril 2015 | Croatie | 4-1 (0-1, 2-0, 2-0) | Lituanie | IJssportcentrum 350 spectateurs |

| Feuille de match | Feuille de match | Feuille de match    | Feuille de match                        | Feuille de match                                            |
| ---------------- | --- | ------------------- | --------------------------------------- | ----------------------------------------------------------- |
|                  | - N. Perkovich (A. Letang) — 30 min 56 s A. Sertich (G. Waugh, M. Dekanich) — 33 min 34 s (2 SN) R. Kinasewich (A. Sertich, A. Murray) — 46 min 26 s (SN) A. Murray (N. Perkovich, G. Waugh) — 59 min 26 s (CV) | 0-1 1-1 2-1 3-1 4-1 | U. Čižas (D. Nomanovas) — 17 min 42 s - | Arbitrage : Jeff Ingram Frédéric Monnaie Ulrich Pardatscher |
| Mark Dekanich    | Gardiens | Mantas Armalis      |                                         | Arbitrage : Jeff Ingram Frédéric Monnaie Ulrich Pardatscher |
| 20 min           | Pénalités | 16 min              |                                         | Arbitrage : Jeff Ingram Frédéric Monnaie Ulrich Pardatscher |
| 35               | Tirs | 31                  |                                         | Arbitrage : Jeff Ingram Frédéric Monnaie Ulrich Pardatscher |

| 14 avril 2015 | Corée du Sud | 7-1 (2-0, 3-1, 2-0) | Pays-Bas | IJssportcentrum 920 spectateurs |

| Feuille de match | Feuille de match | Feuille de match                                 | Feuille de match                    | Feuille de match                                       |
| ---------------- | --- | ------------------------------------------------ | ----------------------------------- | ------------------------------------------------------ |
|                  | Shin S. (M. W. Testwuide) — 4 min 3 s Cho M. (M. W. Testwuide, Shin S.) — 15 min 30 s Lee D. K. (M.O. Swift) — 22 min 13 s (SN) M.O. Swift (Cho M.) — 31 min 1 s (SN) M.O. Swift (Shin H. Y.) — 34 min 30 s - Lee D. K. (Kim S., Kim K.) — 48 min 32 s Cho M. (Oh H.) — 51 min 17 s | 1-0 2-0 3-0 4-0 5-0 5-1 6-1 7-1                  | - K. Bruijsten — 39 min 34 s (SN) - | Arbitrage : Shane Warschaw Marek Hlavaty Pasi Nieminen |
| Park Sungje      | Gardiens | Ian Meierdres (40:00) Martijn Oosterwijk (20:00) |                                     | Arbitrage : Shane Warschaw Marek Hlavaty Pasi Nieminen |
| 20 min           | Pénalités | 12 min                                           |                                     | Arbitrage : Shane Warschaw Marek Hlavaty Pasi Nieminen |
| 37               | Tirs | 18                                               |                                     | Arbitrage : Shane Warschaw Marek Hlavaty Pasi Nieminen |

| 16 avril 2015 | Lituanie | 6-1 (2-0, 0-1, 4-0) | Estonie | IJssportcentrum 300 spectateurs |

| Feuille de match | Feuille de match | Feuille de match            | Feuille de match                                           | Feuille de match                                          |
| ---------------- | --- | --------------------------- | ---------------------------------------------------------- | --------------------------------------------------------- |
|                  | A. Bendžius — 4 min 58 s D. Pliskauskas (N. Ališauskas) — 19 min 2 s (SN) - A. Bendžius — 43 min 30 s M. Kieras (A. Bosas, N. Ališauskas) — 49 min 26 s (SN) D. Nomanovas (D. Bogdzuil) — 53 min 29 s (CV) D. Pliskauskas — 56 min 48 s | 1-0 2-0 2-1 3-1 4-1 5-1 6-1 | - A. Sibirtsev (R. Andrejev, V. Titarenko) — 25 min 16 s - | Arbitrage : Shane Warschaw Pasi Nieminen Sotaro Yamaguchi |
| Mantas Armalis   | Gardiens | Roman Shumikhin             |                                                            | Arbitrage : Shane Warschaw Pasi Nieminen Sotaro Yamaguchi |
| 6 min            | Pénalités | 6 min                       |                                                            | Arbitrage : Shane Warschaw Pasi Nieminen Sotaro Yamaguchi |
| 30               | Tirs | 26                          |                                                            | Arbitrage : Shane Warschaw Pasi Nieminen Sotaro Yamaguchi |

| 16 avril 2015 | Corée du Sud | 2-3 (1-0, 1-2, 0-1) | Grande-Bretagne | IJssportcentrum 700 spectateurs |

| Feuille de match | Feuille de match                                                                       | Feuille de match    | Feuille de match                                                                                      | Feuille de match                                     |
| ---------------- | -------------------------------------------------------------------------------------- | ------------------- | --- | ---------------------------------------------------- |
|                  | Park W. (Lee D. K., Kim W.) — 19 min 38 s Kim K. (Kim S., B. Radunske) — 20 min 35 s - | 1-0 2-0 2-1 2-2 2-3 | - R. Farmer — 20 min 51 s B. O'Connor (J. Weaver) — 33 min 35 s (2 SN) B. O'Connor — 46 min 39 s (TP) | Arbitrage : Jacob Grumsen Louis Beelen MArek Hlavaty |
| Park Sungje      | Gardiens                                                                               | Ben Bowns           | | Arbitrage : Jacob Grumsen Louis Beelen MArek Hlavaty |
| 6 min            | Pénalités                                                                              | 4 min               | | Arbitrage : Jacob Grumsen Louis Beelen MArek Hlavaty |
| 30               | Tirs                                                                                   | 30                  | | Arbitrage : Jacob Grumsen Louis Beelen MArek Hlavaty |

| 16 avril 2015 | Croatie | 2-5 (2-2, 0-1, 0-2) | Pays-Bas | IJssportcentrum 1 350 spectateurs |

| Feuille de match | Feuille de match                                                           | Feuille de match            | Feuille de match | Feuille de match                                          |
| ---------------- | -------------------------------------------------------------------------- | --------------------------- | --- | --------------------------------------------------------- |
|                  | N. Perkovich — 12 s - A. Murray (R. Kinasewich, A. Letang) — 19 min 22 s - | 1-0 1-1 1-2 2-2 2-3 2-4 2-5 | - T. Demelinne (K. Bruijsten) — 12 min 28 s K. Bruijsten (R. Wurm, E. Tummers) — 15 min 6 s (SN) - R. Wurm (D. Hagemeijer, I. van den Heuvel) — 39 min 36 s M. Berkelmans (N. de Jong, J. van Lijden) — 42 min 24 s D. Hagemeijer — 59 min 58 s (CV) | Arbitrage : Anssi Salonen Ulrich Pardatscher David Parduv |
| Mark Dekanich    | Gardiens                                                                   | Martijn Oosterwijk          | | Arbitrage : Anssi Salonen Ulrich Pardatscher David Parduv |
| 18 min           | Pénalités                                                                  | 6 min                       | | Arbitrage : Anssi Salonen Ulrich Pardatscher David Parduv |
| 24               | Tirs                                                                       | 28                          | | Arbitrage : Anssi Salonen Ulrich Pardatscher David Parduv |

| 18 avril 2015 | Lituanie | 0-5 (0-0, 0-3, 0-2) | Corée du Sud | IJssportcentrum 1 500 spectateurs |

| Feuille de match | Feuille de match | Feuille de match    | Feuille de match | Feuille de match                                          |
| ---------------- | ---------------- | ------------------- | --- | --------------------------------------------------------- |
|                  | -                | 0-1 0-2 0-3 0-4 0-5 | Ahn J. H. (B. Radunske, Kim K.) — 29 min 28 s Cho M. (Shin H. Y., Shin S.) — 35 min 49 s Kim S. (B. Radunske) — 37 min 44 s (SN) Lee Y. J. (Kim Hyeok) — 52 min 1 s Kim K. (Radunske B.) — 54 min 3 s (SN) | Arbitrage : Anssi Salonen Ulrich Pardatscher David Parduv |
| Mantas Armalis   | Gardiens         | Sungje Park         | | Arbitrage : Anssi Salonen Ulrich Pardatscher David Parduv |
| 12 min           | Pénalités        | 10 min              | | Arbitrage : Anssi Salonen Ulrich Pardatscher David Parduv |
| 15               | Tirs             | 46                  | | Arbitrage : Anssi Salonen Ulrich Pardatscher David Parduv |

| 18 avril 2015 | Croatie | 5-2 (1-2, 2-0, 2-0) | Estonie | IJssportcentrum |

| Feuille de match | Feuille de match | Feuille de match            | Feuille de match                                              | Feuille de match                                         |
| ---------------- | --- | --------------------------- | ------------------------------------------------------------- | -------------------------------------------------------- |
|                  | - R. Kinasewich (A. Sertich) — 11 min 28 s N. Perkovich (M. Blagus, B. Kegalj) — 23 min 52 s M. Milicic (A. Sertich, A. Murray) — 39 min 8 s R. Kinasewich (A. Murray) — 49 min 18 s A. Murray — 58 min 37 s (CV) | 0-1 0-2 1-2 2-2 3-2 4-2 5-2 | A. Makrov (M. M. Auksi) — 6 min 23 s A. Fedoruk — 9 min 9 s - | Arbitrage : Jacob Grumsen Marek Hlavaty Frédéric Monnaie |
| Mark Dekanich    | Gardiens | Villem-Henrik Koitmaa       |                                                               | Arbitrage : Jacob Grumsen Marek Hlavaty Frédéric Monnaie |
| 4 min            | Pénalités | 4 min                       |                                                               | Arbitrage : Jacob Grumsen Marek Hlavaty Frédéric Monnaie |
| 32               | Tirs | 28                          |                                                               | Arbitrage : Jacob Grumsen Marek Hlavaty Frédéric Monnaie |

| 18 avril 2015 | Grande-Bretagne | 3-2 (3-1, 0-0, 0-1) | Pays-Bas | IJssportcentrum 2 500 spectateurs |

| Feuille de match | Feuille de match | Feuille de match                                 | Feuille de match                                                                                            | Feuille de match                                       |
| ---------------- | --- | ------------------------------------------------ | --- | ------------------------------------------------------ |
|                  | - P. Swindlehurst (B. O'Connor, C. Shields) — 4 min 1 s C. Blight (C. Peacock) — 9 min 24 s C. Peacock (C. Shields) — 12 min 13 s - | 0-1 1-1 2-1 3-1 3-2                              | S. Mason (D. Hagemeijer, J. van Oorschot) — 3 min 9 s - L. Houkes (J. van Lijden, E. Tummers) — 53 min 58 s | Arbitrage : Jeff Ingram Pasi Nieminen Sotaro Yamaguchi |
| Ben Bowns        | Gardiens | Martijn Oosterwijk (12:13) Ian Meierdres (46:24) | | Arbitrage : Jeff Ingram Pasi Nieminen Sotaro Yamaguchi |
| 8 min            | Pénalités | 2 min                                            | | Arbitrage : Jeff Ingram Pasi Nieminen Sotaro Yamaguchi |
| 30               | Tirs | 17                                               | | Arbitrage : Jeff Ingram Pasi Nieminen Sotaro Yamaguchi |

| 19 avril 2015 | Corée du Sud | 9-4 | Croatie | IJssportcentrum 1 500 spectateurs |

| Feuille de match | Feuille de match | Feuille de match                                    | Feuille de match | Feuille de match                                    |
| ---------------- | --- | --------------------------------------------------- | --- | --------------------------------------------------- |
|                  | M. O. Swift (M. W. Testwuide) — 4 min 39 s - Ahn J. H. (Kim W., Kim S.) — 24 min 43 s (SN) Kim K. (Kim S., B. Radunske) — 25 min 45 s Kim W. (M. O. Swift) — 26 min 14 s Kim K. (Kim S.) — 28 min 17 s - M. W. Testwuide (M. O. Swift, Park W.) — 37 min 34 s Kim W. (Kim K., B. Radunske) — 48 min 49 s (SN) - M. W. Testwuide (M. O. Swift) — 54 min 13 s Kim S. (B. Radunske) — 55 min 27 s | 1-0 1-1 1-2 2-2 3-2 4-2 5-2 5-3 6-3 7-3 7-4 8-4 9-4 | - M. Blagus (N. Perkovich, M. Glumac) — 9 min 39 s R. Kinasewich (M. Milicic, A. Murray) — 22 min 58 s (SN) - I. Brencun (A. Murray) — 30 min 10 s (IN) - I. Jacmenjak (R. Kinasewich, S. Martinovic) — 53 min 52 s (SN) - | Arbitrage : Jeff Ingram Marek Hlavaty Pasi Nieminen |
| Park Sungje      | Gardiens | Mark Dekanich (21:45) Mate Tomljenovic (38:15)      | | Arbitrage : Jeff Ingram Marek Hlavaty Pasi Nieminen |
| 18 min           | Pénalités | 80 min                                              | | Arbitrage : Jeff Ingram Marek Hlavaty Pasi Nieminen |
| 39               | Tirs | 20                                                  | | Arbitrage : Jeff Ingram Marek Hlavaty Pasi Nieminen |

| 19 avril 2015 | Lituanie | 3-2 (0-1, 2-0, 1-1) | Grande-Bretagne | IJssportcentrum 1 800 spectateurs |

| Feuille de match | Feuille de match | Feuille de match    | Feuille de match                                                                                     | Feuille de match                                        |
| ---------------- | --- | ------------------- | --- | ------------------------------------------------------- |
|                  | - D. Nomanovas (E. Rybakov, A. Visockas) — 29 min 55 s N. Ališauskas (D. Kumeliauskas) — 37 min 45 s (2 SN) - P. Gintautas (M. Kieras, N. Ališauskas) — 53 min 1 s (SN) | 0-1 1-1 2-1 2-2 3-2 | M. Garside (M. Thomas, R. Lachowicz) — 14 min 8 s - R. Cowley (J. Weaver, J. Prince) — 43 min 25 s - | Arbitrage : Anssi Salonen Louis Beelen Sotaro Yamaguchi |
| Mantas Armalis   | Gardiens | Ben Bowns           | | Arbitrage : Anssi Salonen Louis Beelen Sotaro Yamaguchi |
| 33 min           | Pénalités | 14 min              | | Arbitrage : Anssi Salonen Louis Beelen Sotaro Yamaguchi |
| 15               | Tirs | 37                  | | Arbitrage : Anssi Salonen Louis Beelen Sotaro Yamaguchi |

| 19 avril 2015 | Pays-Bas | 1-3 (0-2, 1-0, 0-1) | Estonie | IJssportcentrum 1 500 spectateurs |

| Feuille de match | Feuille de match                                                | Feuille de match | Feuille de match | Feuille de match                                               |
| ---------------- | --------------------------------------------------------------- | ---------------- | --- | -------------------------------------------------------------- |
|                  | - E. Tummers (D. van den Velden, D. Hagemeijer) — 28 min 55 s - | 0-1 0-2 1-2 1-3  | A. Makrov (L. Lahesalu, R. Rooba) — 17 min 27 s (2 SN) A. Makrov (A. Sibirtsev, I. Urushev) — 18 min 49 s (SN) - A. Makrov (L. Lahesalu, R. Rooba) — 59 min 8 s (CV) | Arbitrage : Shane Warschaw Frédéric Monnaie Ulrich Pardatscher |
| Ian Meierdres    | Gardiens                                                        | Roman Shumikhin  | | Arbitrage : Shane Warschaw Frédéric Monnaie Ulrich Pardatscher |
| 22 min           | Pénalités                                                       | 4 min            | | Arbitrage : Shane Warschaw Frédéric Monnaie Ulrich Pardatscher |
| 22               | Tirs                                                            | 31               | | Arbitrage : Shane Warschaw Frédéric Monnaie Ulrich Pardatscher |

## Classement final
| Clt   | Équipe           | PJ | V | VP | D | DP | BP | BC | Diff | Pts |
| ----- | ---------------- | -- | - | -- | - | -- | -- | -- | ---- | --- |
| +001, | Corée du Sud (R) | 5  | 4 | 0  | 1 | 0  | 30 | 11 | +19  | 12  |
| +002, | Grande-Bretagne  | 5  | 3 | 1  | 1 | 0  | 13 | 10 | +3   | 11  |
| +003, | Lituanie         | 5  | 3 | 0  | 2 | 0  | 11 | 12 | -1   | 9   |
| +004, | Croatie          | 5  | 2 | 0  | 2 | 1  | 17 | 20 | -3   | 7   |
| +005, | Estonie (P)      | 5  | 1 | 0  | 4 | 0  | 10 | 21 | -11  | 3   |
| +006, | Pays-Bas         | 5  | 1 | 0  | 4 | 0  | 9  | 16 | -7   | 3   |

- Promu en Division IA en 2016
- Relégué en Division IIA en 2016

## Récompenses individuelles
Meilleurs joueurs
- Meilleur gardien : Mantas Armalis (Lituanie)
- Meilleur défenseur : Ben O'Connor (Grande-Bretagne)
- Meilleur attaquant : Lee Yong Jun (Corée du Sud)

| Clt | Joueur                    | Équipe       | PJ | B | A | Pts | Pun | +/- |
| --- | ------------------------- | ------------ | -- | - | - | --- | --- | --- |
| 1   | Michael Owen Swift        | Corée du Sud | 5  | 5 | 4 | 9   | 14  | +8  |
| 2   | Andrei Makrov             | Estonie      | 5  | 6 | 2 | 8   | 2   | -3  |
| 3   | Kim Ki-sung               | Corée du Sud | 5  | 4 | 4 | 8   | 4   | +5  |
| 3   | Michael William Testwuide | Corée du Sud | 5  | 4 | 4 | 8   | 0   | +9  |
| 5   | Kim Sangwook              | Corée du Sud | 5  | 3 | 5 | 8   | 6   | +4  |
| 6   | Andrew Murray             | Croatie      | 5  | 3 | 5 | 8   | 4   | +1  |
| 7   | Brock Radunske            | Corée du Sud | 5  | 0 | 7 | 7   | 0   | +4  |
| 8   | Ryan Kinasewich           | Croatie      | 5  | 4 | 2 | 6   | 0   | -2  |
| 8   | Nathan Perkovich          | Croatie      | 5  | 4 | 2 | 6   | 18  | +2  |
| 10  | Cho Min-ho                | Corée du Sud | 5  | 3 | 2 | 5   | 2   | +2  |

| Clt | Joueur          | Équipe          | PJ | Min      | BC | Moy  | %Arr  | Bl |
| --- | --------------- | --------------- | -- | -------- | -- | ---- | ----- | -- |
| 1   | Mantas Armalis  | Lituanie        | 5  | 298 h 59 | 11 | 2,21 | 93,82 | 1  |
| 2   | Ian Meierdres   | Pays-Bas        | 4  | 204 h 21 | 8  | 2,35 | 91,84 | 0  |
| 3   | Ben Bowns       | Grande-Bretagne | 5  | 299 h 4  | 10 | 2,01 | 91,80 | 0  |
| 4   | Mark Dekanich   | Croatie         | 5  | 259 h 51 | 11 | 2,54 | 91,41 | 0  |
| 5   | Park Sungje     | Corée du Sud    | 4  | 238 h 51 | 8  | 2,01 | 90,36 | 1  |
| 6   | Roman Shumikhin | Estonie         | 3  | 177 h 11 | 8  | 2,71 | 90,36 | 0  |